# Shoko Natsuda
Shoko Natsuda (Japans: 夏田鐘甲, Natsuda Shōkō) (Gangneung, 1 oktober 1916 - 18 september 2014) was een Japans componist en muziekpedagoog. Hij was de vader van de componist Masakazu Natsuda (夏田昌和).

## Levensloop
Natsuda was op school in Pyongyang. Hij studeerde bij Tomojirō Ikenouchi (池内 友次郎) en Saburō Moroi (諸井 三郎) aan het "Teikoku College of Music" in Tokio. In 1952 won hij een eerste prijs tijdens The Music Competition of Japan. In 1967 won hij eveneens een eerste prijs en de Prime Minister Award bij The National Cabinet-sponsored "21st Century of Japan Competition".
Hij schreef als componist werken voor orkest, harmonieorkest en kamermuziek. 

## Composities

### Werken voor orkest
- 1952 Orkestmuziek, in drie delen
- 1965 The Cathedral, voor orkest
- Ballade, voor viool en strijkorkest  
  1. Saishi
  2. Inori
  3. Mai

### Werken voor harmonieorkest
- Fantasy, voor harmonieorkest

### Kamermuziek
- 1994 West, or Evening in Autumn, voor saxofoon en slagwerk
- Ballade, voor viool en piano
- Impromptue

### Werken voor orgel
- 1990 Fantasia

### Werken voor piano
- 1955 Stories of Female Convicts, balletsuite